# Oncholaimus keiensis
Oncholaimus keiensis is een rondwormensoort uit de familie van de Oncholaimidae.